# Ružinov
Ružinov (deutsch Rosenheim) ist ein Stadtteil im Osten Bratislavas und mit 81.741 Einwohnern (Stand 31. Dezember 2022) der Stadtbezirk mit der zweitgrößten Bevölkerungszahl.

## Geographie
Der Stadtteil befindet sich in der Donauebene im slowakischen Donautiefland, an der linken Donauseite und überwiegend nördlich der Kleinen Donau. Südlich der Kleinen Donau erstreckt sich die Große Schüttinsel. Das Zentrum des Stadtteils liegt auf einer Höhe von 134 m n.m. und ist ungefähr viereinhalb Kilometer vom Stadtzentrum Bratislavas entfernt (Kreuzung Ružinovská/Tomášikova).
Ružinov grenzt an Nové Mesto im Nordwesten und Norden, Vajnory im Nordosten, Ivanka pri Dunaji (Katastralgemeinde Farná), Most pri Bratislave und Vrakuňa im Osten, Podunajské Biskupice im Südosten und Süden, Jarovce (kurz) und Petržalka im Südwesten und Staré Mesto im Westen.

### Stadtteilgliederung
Der Stadtteil gliedert sich noch in folgende Katastralgemeinden:
- Nivy (Mühlau), Fläche: 7,41 km²
- Ružinov (Rosenheim), Fläche: 19,36 km²
- Trnávka (Dornkappel), Fläche 12,93 km²

Inoffizielle Teile sind:
- Ostredky
- Pošeň (Poschen)
- Prievoz (Oberufer)
- Trávniky
- Štrkovec (Stierau)
- Vlčie hrdlo (Wolfsdrüssel)

## Beschreibung und Geschichte
An der Stelle des heutigen Stadtteils gab es ursprünglich viel Viehweiden, Weideland, Graslandschaften und Wälder, unterbrochen durch Inseln und Seitenarme der Donau. Gegen 3500 v. Chr. ließen sich im Teil Vlčie hrdlo nachweisbar Menschen nieder.
Im Mittelalter und Neuzeit war das Stadtteilgebiet ländlich geprägt, mit zwei Furten über die Kleine Donau. Unweit der oberen Furt entstand der Ort Prievoz, der erst 1946 zur Stadt kam. Der größte Teil gehörte seit dem 17. Jahrhundert zum damaligen Pressburg. In der zweiten Hälfte des 19. Jahrhunderts begann die Umwandlung in ein Industriegebiet mit Betrieben wie die Kabelfabrik, Raffinerie Apollo, Chemiewerk Dynamit-Nobel, Zwirnfabrik und Textilfabrik Danubius. Für die Bedürfnisse der Industriebetriebe entstanden Arbeitersiedlungen in Katastralgemeinden Nivy und Trnávka. Ebenfalls zu dieser Zeit begann der Bau des Winterhafens. Der Stadtteilname kam erst im 20. Jahrhundert auf, er leitet sich von einer ehemaligen Donauinsel mit dem Namen Ružový ostrov (Roseninsel) ab.
Nach dem Zweiten Weltkrieg begann der rasche Ausbau des Stadtteils. Als erstes kam in den 1950er Jahren die Siedlung 500 bytov im Westen des Stadtteils, weiter Wohnbauten entlang der Straßen Miletičova und Trnavská cesta. In den 1960er Jahren entstand das große Siedlungskomplex Ružinov, geteilt durch die Straßen Ružinovská und Tomášikova in vier Quadranten. Im Uhrzeigersinn sind dies Ostredky, Pošeň, Trávniky und Štrkovec. Die letzten Plattenbausiedlungen wurden in den 1980er Jahren in Prievoz (entlang der Straßen Hraničná und Mierová) und in Starý Ružinov (zwischen den Straßen Jégého und Záhradnícka) gebaut. Familienhäuser befinden sich vor allem in Prievoz und Trnávka. Der Stadtteil Ružinov in heutigen Grenzen wurde 1990 gegründet.
Das heutige Ružinov ist ein wichtiges Geschäfts- und Wirtschaftszentrum mit hohem Industrieanteil, die wichtigste Industrieanlage ist Slovnaft im Ortsteil Vlčie hrdlo sowie auch Lebensmittel- und Bauindustrie. Auch der größte (Freiluft-)Markt der Stadt, Miletičova, befindet sich hier.
Trotz des industriellen Charakters wird Ružinov als relativ grüner Stadtteil Bratislavas gesehen, denn im Vergleich zu anderen Stadtteilen gibt es hier sehr viele Flüsse und Seen (zum Beispiel den Rohlík-See), deren Fläche insgesamt 616.000 m² ausmacht. Im Herzen des Stadtteils liegt der Štrkovecké jazero (Schottersee), ein Sportzentrum der Stadt, im Nordosten die Zlaté piesky (Goldene Sande).

## Bevölkerung
Nach der Volkszählung 2011 wohnten im Stadtteil Ružinov 68.574 Einwohner, davon 61.871 Slowaken, 2150 Magyaren, 977 Tschechen, 180 Deutsche, 139 Mährer, 132 Russinen, 90 Russen, 79 Ukrainer, 67 Bulgaren, 59 Polen,  47 Roma, 46 Juden,  41 Kroaten und 39 Serben. 489 Einwohner gaben eine andere Ethnie an und 2168 Einwohner machten keine Angabe zur Ethnie.
35.649 Einwohner bekannten sich zur römisch-katholischen Kirche, 4146 Einwohner zur Evangelischen Kirche A. B., 681 Einwohner zur griechisch-katholischen Kirche, 331 Einwohner zur orthodoxen Kirche, 314 Einwohner zur reformierten Kirche, 227 Einwohner zu den Zeugen Jehovas, 162 Einwohner zu den Brethren, 153 Einwohner zur evangelisch-methodistischen Kirche, 132 Einwohner zur jüdischen Gemeinde, 103 Einwohner zu den christlichen Gemeinden, 88 Einwohner zu den Baptisten, 84 Einwohner zur apostolischen Kirche, 65 Einwohner zur tschechoslowakischen hussitischen Kirche, 40 Einwohner zu den Siebenten-Tags-Adventisten, 34 Einwohner zu den Mormonen, 22 Einwohner zur altkatholischen Kirche, 21 Einwohner zur Bahai-Religion und ein Einwohner zur neuapostolischen Kirche. 877 Einwohner bekannten sich zu einer anderen Konfession, 20487 Einwohner waren konfessionslos und bei 4957 Einwohnern wurde die Konfession nicht ermittelt.

## Sport

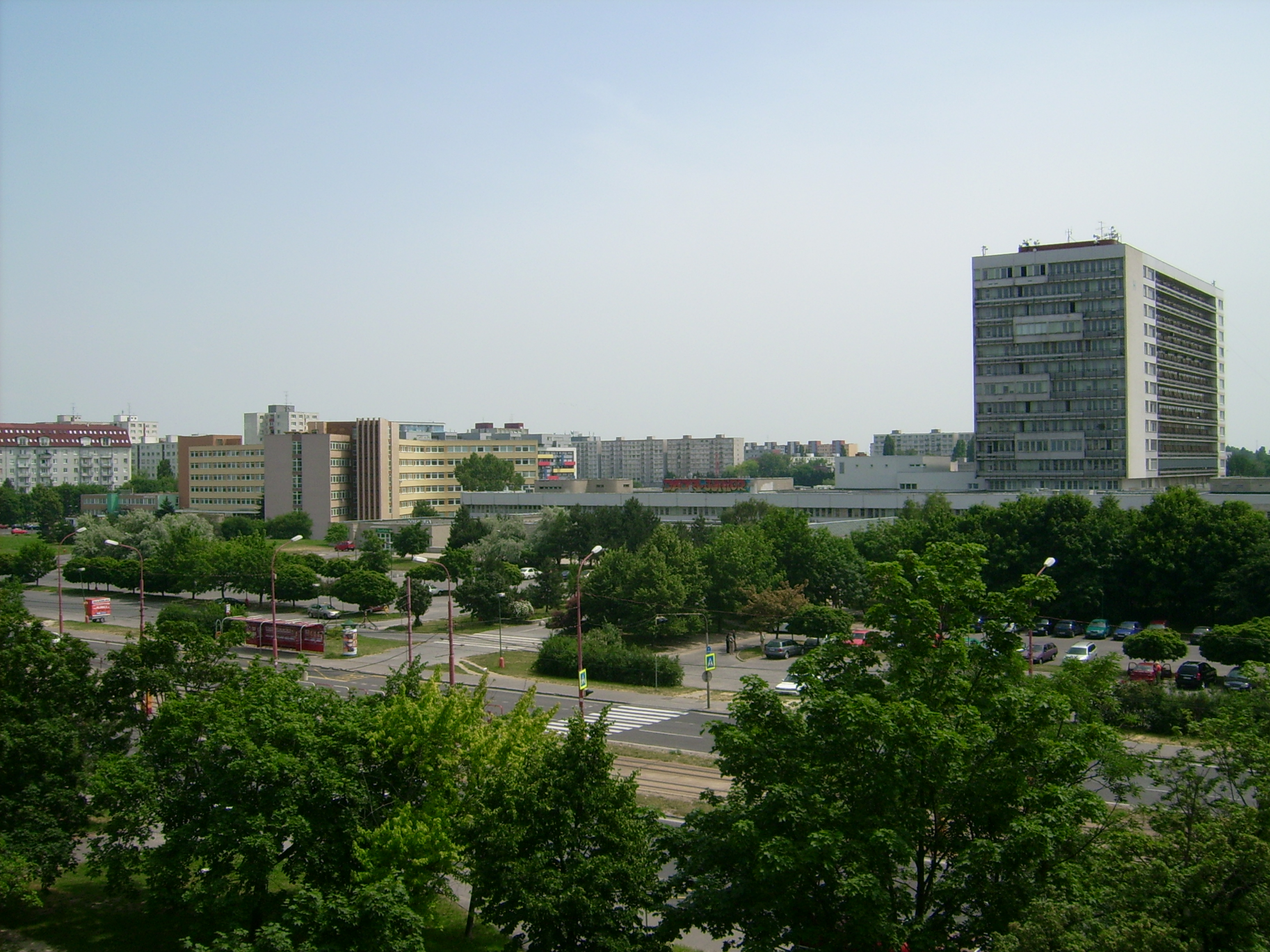
Blick auf den Stadtteil bei Štrkovecké jazero, Richtung Südosten

In Ružinov gibt es die Sportvereine:
- FK Rapid (Fußball)
- FC Ružinov Bratislava (Fußball)
- Slávia UK (Volleyball)
- Dunajplavba (Wrestling)
- HBK 500 Nivy (Hockeyball)
- Bratislava Capitals (Eishockey)

## Verkehr
Durch Ružinov verlaufen die Bahnstrecken Bratislava–Hegyeshalom und Bratislava–Komárno. Der einzige Bahnhof in Stadtteil, Bratislava ÚNS (kurz für Ústredná nákladná stanica, deutsch Zentralgüterbahnhof), wird nicht im Personenverkehr angefahren, der nächste Bahnhof ist Bratislava-Nové Mesto im gleichnamigen Stadtteil. Es ist geplant, eine Umsteigestelle unweit der Straßenbahnwendeschleife bei der Straße Astronomická zu errichten.
Im Straßenverkehr sind die vierspurig ausgebauten Straßen Bajkalská, Gagarinova, Galvaniho Prievozská, Rožňavská, Ružinovská und Trnavská cesta die wichtigsten Verkehrsader, auch Straßen wie Tomášikova, Vrakunská cesta und Záhradnícka sind stark befahren. Im Süden und Osten von Ružinov verläuft die Autobahn D1 mit insgesamt sechs Anschlussstellen im Stadtteilgebiet, dabei nutzt sie die 1752 m lange Hochstraße Prievoz. Am Autobahnknoten Bratislava-Nivy beginnt seit 2021 die Schnellstraße R7.
Der Terminal und ein Teil der Fläche des Flughafens Bratislava liegt im Stadtteil Ružinov. 
Der Stadtteil wird durch mehrere Bus- und O-Bus-Linien sowie eine Straßenbahnlinie des städtischen Betreibers DPB erschlossen.